# 森和也
森 和也（もり かずや、1967年 - ）は、鳥取県出身の日本思想史学者。中村元東方研究所専任研究員、早稲田大学、NHK学園、東方学院講師、中央大学研究員。

## 経歴
1967年（昭和42年）、鳥取県で生まれる。1987年（昭和62年）、早稲田大学第一文学部哲学科東洋哲学専修に入学。1991年（平成3年）、同大学を卒業すると、同大学院文学研究科東洋哲学専攻に進学。1994年（平成6年）に修士課程を修了したのち、2000年（平成12年）に博士後期課程を単位取得満期退学した。学位は修士（文学）。
早稲田大学大学院在学中の1995年（平成7年）から同大学の助手として働き始め、東洋哲学会の幹事も務めた。博士後期課程を単位取得満期退学した2000年（平成12年）からは公益財団法人中村元東方研究所の専任研究員に就任。同研究所ではアジア文化・宗教・歴史研究部会と比較思想研究部会に所属している。中村元東方研究所の専任研究員を務めるかたわら、2009年（平成21年）から東方学院講師と早稲田大学エクステンションセンター講師、2011年（平成23年）から中央大学政策文化総合研究所客員研究員、2012年（平成24年）からNHK学園講師、2019年（平成31年）から中央大学国際情報学部講師を兼任している。

## 研究
専攻は日本思想史。主に江戸時代の日本の三教（神道、儒教、仏教）をテーマに掲げ、三教の相互のかかわりなどの観点からその歴史を研究している。所属学会は日本宗教学会、日本思想史学会、早稲田大学東洋哲学会、神道宗教学会、鈴屋学会。
単著に『神道・儒教・仏教–江戸思想史のなかの三教』、筑摩書房、2018年がある（ほか共著多数）。